# Strada provinciale 29 Caltanissetta-San Cataldo
La strada provinciale 29 Caltanissetta-San Cataldo (SP 29), ufficialmente denominata Caltanissetta-San Michele-Fazzotto-SS 122 e conosciuta impropriamente anche con il nome di via Due Fontane – in quanto naturale prosecuzione dell'omonima via nissena – è una strada provinciale del libero consorzio comunale di Caltanissetta. Nonostante la sua breve estensione, riveste un ruolo cruciale nell'ambito della viabilità provinciale, rappresentando una delle principali vie di comunicazione tra Caltanissetta e San Cataldo.

## Storia
Venne provincializzata con decreto del ministero dei lavori pubblici n. 2955 del 17 giugno 1960 con i seguenti capisaldi: "innesto con la strada statale n. 122 nei pressi di San Cataldo-San Michele-innesto strada statale n. 122 stessa nei pressi di Caltanissetta". L'estensione, inizialmente di 5+353 km, venne modificata e portata a 4+352 km già nel 1968, e successivamente venne ulteriormente ridotta a seguito della progressiva cessione alle amministrazioni comunali di Caltanissetta e San Cataldo dei tratti più prossimi ai due centri abitati; oggi la tratta di competenza provinciale è lunga solo 1,6 km.
Sin dall'entrata in vigore della TOSAP, la Provincia Regionale di Caltanissetta classificò la strada all'interno della categoria C1 ("strada extraurbana secondaria a traffico sostenuto"); tale classificazione venne confermata anche nel 2014, nell'ambito della riorganizzazione della classificazione funzionale della viabilità provinciale.
Tra la fine degli anni novanta e i primi anni duemila la strada fu oggetto di lavori di ammodernamento con i quali furono rettificate parti del tracciato e fu ampliata la sede stradale, dotandola di due corsie di marcia larghe 3,75 m e banchine laterali di 1,50 m. Nel 2013 è stato attivato l'impianto di illuminazione lungo tutto il tracciato della SP 29 che oggi, insieme con le strade attigue, costituisce un unico asse viario illuminato tra Caltanissetta e San Cataldo.

## Descrizione
Si sviluppa per 1 632 m attraverso le contrade Babbaurra e Bigini, compresa tra la via Due Fontane (comune di Caltanissetta) e la via Senatore Giuseppe Alessi (comune di San Cataldo), entrambe già parte del tracciato originario della provinciale, con le quali condivide le stesse caratteristiche tecniche. Il suo itinerario procede a sud della strada statale 122 Agrigentina, di cui rappresenta una variante con tracciato meno tortuoso e più breve.